# جون جيفرز
جون جيفرز (بالإنجليزية: John Jeffers)‏ هو لاعب كرة قدم بريطاني في مركز نصف الجناح، ولد في 5 أكتوبر 1968 في ليفربول في المملكة المتحدة، وتوفي في 20 يناير 2021. لعب مع بورت فايل وستوكبورت كونتي وشروزبري تاون ونادي ليفربول ونادي هدنسفورد تاون.

## وصلات خارجية
- جون جيفرز على موقع قاعدة بيانات كرة القدم.إي يو (الإنجليزية)
- جون جيفرز على موقع Soccerbase.com (لاعب) (الإنجليزية)
- جون جيفرز على موقع عالم كرة القدم.نت (الإنجليزية)